# Opactwo Pomposa
Opactwo Pomposa (wł. Abbazia di Pomposa) – znajduje się we Włoszech, w gminie Codigoro, prowincja Ferrara. Jest jednym z najcenniejszych pod względem historycznym i architektonicznym opactwem w północnych Włoszech.

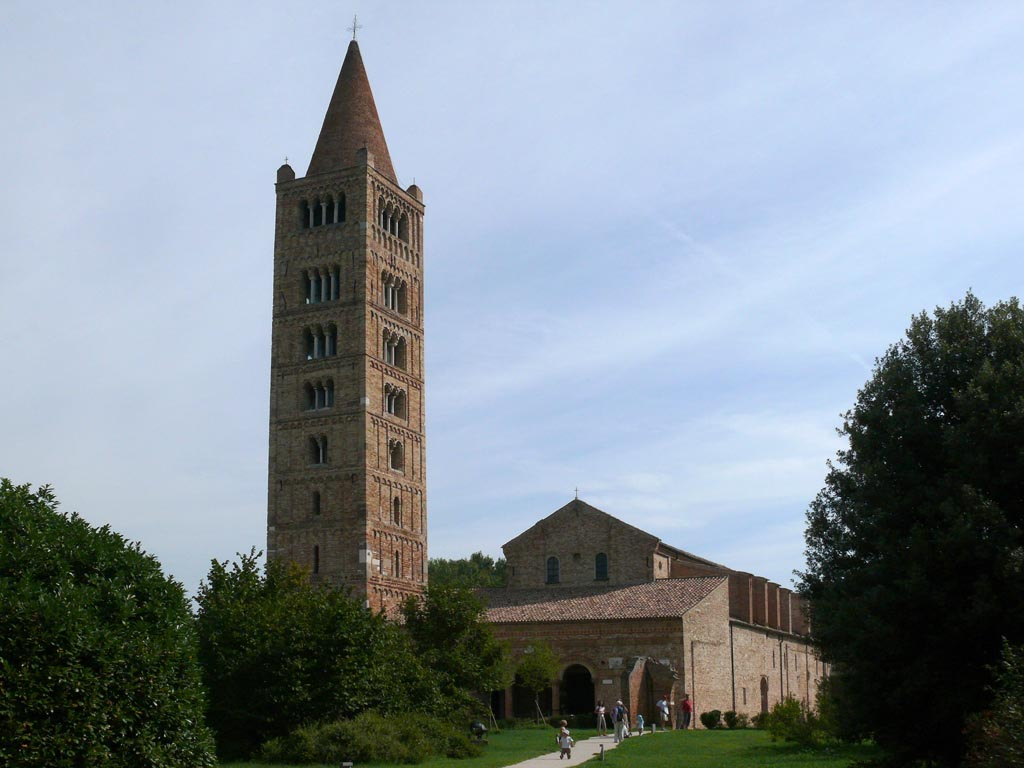
Opactwo Pomposa

## Historia
Brak jest bezpośrednich źródeł w postaci roczników, kronik itp., które pozwalałyby dokładnie odtworzyć początki opactwa. Pierwsze wzmianki pochodzą z IX w., ale prawdopodobnie historia tego obiektu sięga dwa lub trzy wieki wcześniej. Pierwsza precyzyjna informacja mówiąca o istniejącym tu opactwie benedyktyńskim pochodzi z 874 r., kiedy to papież Jan VIII podkreślał swoją władzę nad nim przeciwko Kościołowi w Rawennie. W 982 r. Cesarz Otton II wymienia je jako nadanie dokonane na rzecz klasztoru San Salvatore w Pawii. Mnisi nie są jednak zadowoleni z zależności od San Salvatore, bo to ogranicza możliwości rozwoju ich ośrodka. Odwołują się więc do arcybiskupa Rawenny. Otton III przekazuje zatem w 999 r. klasztor biskupstwu w Rawennie i dopiero w 1022 r., po licznych protestach mnisi uzyskują niezależność dzięki licznym przywilejom papieskim i cesarskim.
Ważna dla całej historii opactwa jest postać Guido degli Strambiati z Rawenny, opata Pomposy w latach 1002–1046. Był on promotorem ruchu o charakterze duchowym i kulturalnym. Został on później ogłoszony świętym i znany jest jako Guido z Pomposy. Ok. 1026 r. sława klasztoru była tak wielka, że ciągnęło do niego wielu kandydatów do zakonu. Liczba zakonników sięgała wtedy 100. 7 maja 1026 r. konsekrowany został obecnie stojący kościół oraz poszerzony konwent. W 1046 zwłoki Guida zostały zabrane przez Henryka III i przeniesione do Niemiec, do kościoła św. Jana w Spirze.
Na początku XI w. przebywał tu i pobierał pierwsze nauki Guido z Arezzo, muzyk i teoretyk muzyki, wynalazca zapisu nutowego. W latach 1063–1073 urząd opata piastował Mainardo, będący jednocześnie także kardynałem-biskupem Silva Candida.
W XII w. ziemie należące do opactwa Pomposa znajdowały się w okolicach Asti, Werony, Vicenzy i Perugii. Aż do XIV w. opactwo korzystało z licznych posiadłości, rozrzuconych po całych Włoszech, a będących owocem licznych darowizn. Wkrótce jednak zaczyna chylić się ku upadkowi na skutek zewnętrznych czynników politycznych i środowiskowych, jak również nie zawsze roztropnego i skutecznego zarządzania..

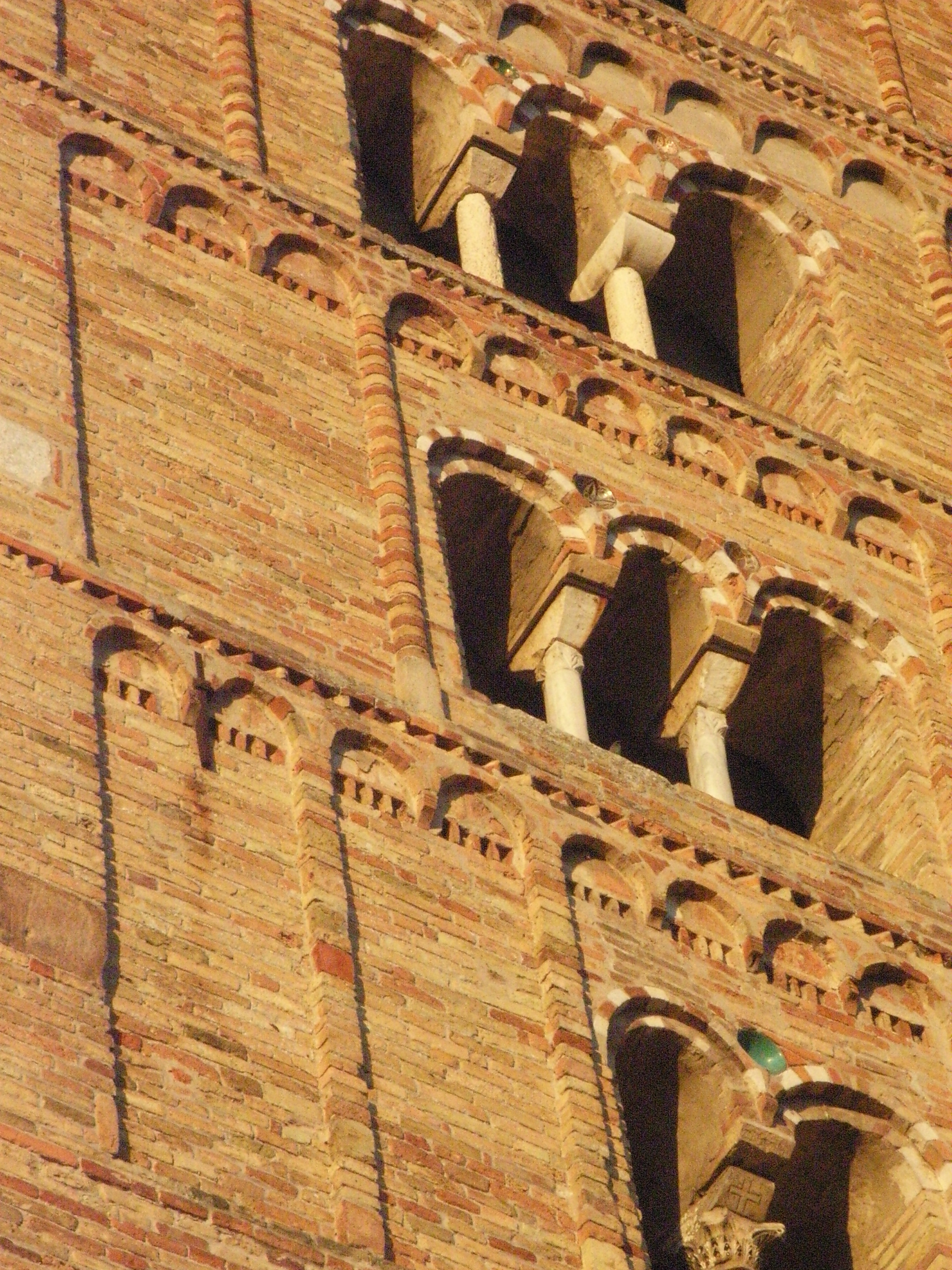
Fragment dzwonnicy

W 1663 r. papież Innocenty X dokumentem Super extinctione et suppressione parvorum conventuum likwiduje klasztor, przekształcając kościół opactwa w kościół parafialny pozostający w jurysdykcji biskupa Comacchio.
W 1802 r. w następstwie napoleońskiej polityki znoszenia zakonów, ex-opactwo z przylegającymi do niego terenami zostaje upaństwowione i wystawione na sprzedaż. Następnie zostaje kupione przez Alessandro Guiccioli z Rawenny, który przystosowuje niektóre budynki do użytku rolniczego. W tym samym czasie kolekcja pergaminów zostaje podzielona i wywieziona na skutek polecenia Napoleona, aby zgromadzić w Mediolanie archiwa kasowanych zakonów. Największa część zbioru (2927 pergaminów) poprzez kupna i darowizny osób prywatnych dociera do Monte Cassino, ok. 1000 znajduje się w Archiwum Państwowym w Rzymie, 185 dociera do Mediolanu, a 52 do Ferrary.
Po zjednoczeniu Włoch państwo stopniowo odzyskuje zabytkowy kompleks Pomposy. Prace nad odrestaurowaniem opactwa zaczynają się w latach 1925–1930 i są kontynuowane po 1960 r. W 1977 r. założone zostaje muzeum gromadzące eksponaty związane z historią opactwa. Obecnie kościół należy do diecezji Ferrara-Comacchio, której arcybiskup nosi honorowy tytuł opata Pomposy.

## Architektura

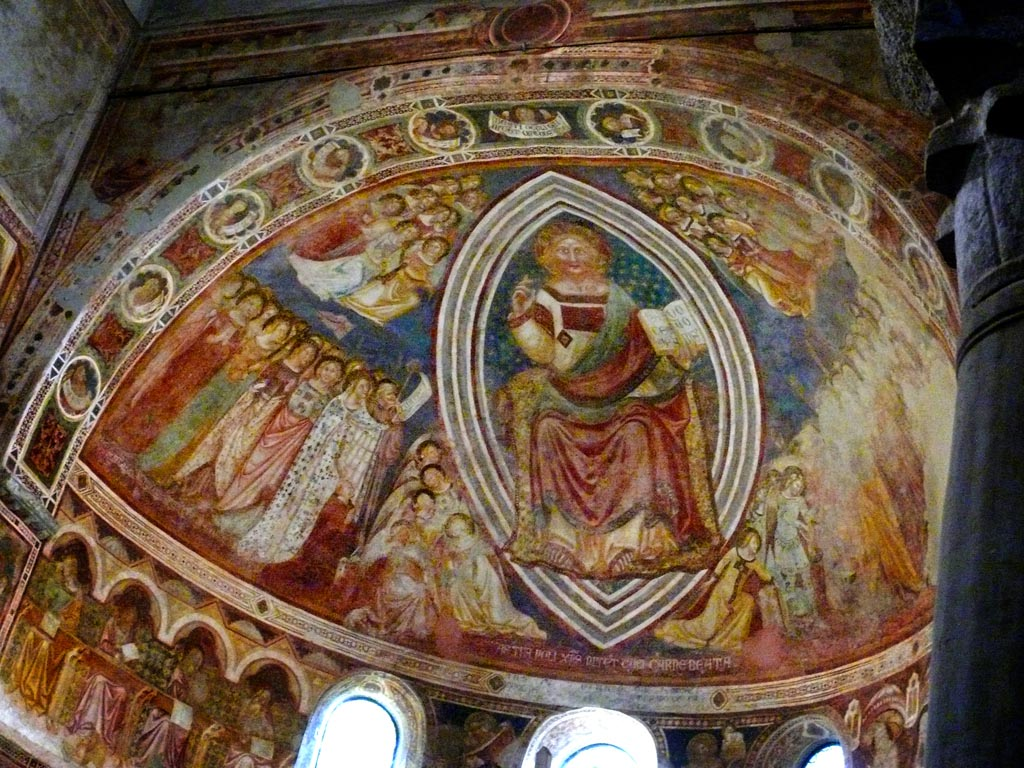
Freski w absydzie kościoła

### Kościół
Kościół jest bazyliką typu raweńskiego, a jego początki sięgają VII-IX w. Później został przedłużony i dodano do niego atrium. Jest to kościół trójnawowy. Na jego ścianach znajdziemy czternastowieczne freski, których autorzy pochodzili ze szkoły bolońskiej, w absydzie zaś freski autorstwa Vitale z Bolonii.

### Dzwonnica
Pochodząca z 1063 r. dzwonnica, bardzo wysoka w stosunku do reszty budowli (48 m wysokości), zbudowana jest w stylu lombardzkim. Jej elewację zdobią lizeny i arkadowe fryzy. W charakterystyczny sposób został rozwiązany układ okien. Cztery najniższe kondygnacje mają po jednym. Od piątej kondygnacji wzrasta nie tylko szerokość, ale i liczba okien aż do czterech na dziewiątej kondygnacji. Jest to klasyczny przykład tendencji architektonicznej tamtej epoki. Taki zabieg miał na celu dodać lekkości wieży i pozwalać na to, aby dźwięk dzwonów był słyszany jak najdalej.

### Klasztor
Z klasztoru przetrwała do dziś sala kapituły ozdobiona freskami z początków XIV w., których autorem był prawdopodobnie bezpośredni uczeń Giotta. Ponadto warto zwrócić uwagę na refektarz z najcenniejszym w opactwie cyklem fresków wykonanych przez pewnego mistrza z Rimini oraz na palazzo della Ragione, gdzie odbywano sądy.